# Freerunning
Freerunning er en sportsgren, som er udviklet fra Parkour. De to begreber dækkede engang over det samme, hvilket kom sig af at englænderne havde svært ved at udtale det. Men nu har Freerunning udviklet sig til at også omhandle flips, saltoer og kampsports kunster. Det blev startet af Sébastien Foucan, som også medvirkede i James Bond-filmen Casino Royale i en stuntscene med freerunning. Freerunning har også hentet inspiration fra Urban Tricking.
“Freerunning anses som en disciplin udsprunget af parkour. De basale bevægelsesteknikker i urbane og naturlige miljøer, danner grundlag for freerunningteknikker. Vægten ligger dog ikke på at bevæge sig fremad, men på at bevæge ens egen krop og interagere med omgivelserne kreativt og individuelt.”
I England bruges begrebet Freerunning meget. I Danmark er Team JiYo et af de få hold der dyrker det på højt niveau.
| Sport | Spire Denne artikel om sport er en spire som bør udbygges. Du er velkommen til at hjælpe Wikipedia ved at udvide den. |